# Saison 1 de Pushing Daisies
Chronologie
Saison 2 de Pushing Daisies
Cet article présente la première saison de la série télévisée Pushing Daisies.

## Distribution
- Lee Pace : Ned
- Anna Friel : Charlotte "Chuck" Charles
- Chi McBride : Emerson Cod
- Jim Dale : voix du narrateur
- Ellen Greene : Vivian Charles
- Swoosie Kurtz : Lily Charles
- Kristin Chenoweth : Olive Snook

## Diffusion
- En France, la saison a été diffusée sur Canal+ du 28 novembre 2008 au 18 décembre 2008. Elle a ensuite été rediffusée sur NRJ 12 du 25 janvier 2011 au 8 février 2011.

## Épisodes

### Épisode 1:Mise en bouche
- États-Unis : 3 octobre 2007 sur ABC
- France :
- 27 novembre 2008 sur Canal+
- 25 janvier 2011 sur NRJ 12

- États-Unis : 13,03 millions de téléspectateurs sur ABC (première diffusion)

- Patrick Breen (Leonard "Leo" Gaswint)

### Épisode 2:Faux-semblant
- États-Unis : 10 octobre 2007 sur ABC
- France :
- 27 novembre 2008 sur Canal+
- 25 janvier 2011 sur NRJ 12

- États-Unis : 10,28 millions de téléspectateurs sur ABC (première diffusion)

- Riki Lindhome (Jeanine)
- Patrick Fabian (Mark Chase)
- Jonathan Mangum (Bernard Slaybeck)

Ned ramène à la vie Bernard Slaybeck, un spécialiste de la sécurité automobile qui a été assassiné alors qu'il travaillait sur le lancement d'une voiture expérimentale. Ned et Chuck décident donc logiquement d'aller interroger sa femme, Jeanine. Ils apprennent ainsi que celle-ci travaille également dans le milieu automobile puisqu'elle se révèle être modèle pour un grand constructeur. Après avoir fait des révélations sur Bernard, elle finit à l'hôpital...de son côté Chuck s'interroge sur son retour à la vie.

### Épisode 3:Croque la mort
- États-Unis : 17 octobre 2007 sur ABC
- France :
- 4 décembre 2008 sur Canal+
- 25 janvier 2011 sur NRJ 12

- États-Unis : 9,86 millions de téléspectateurs sur ABC (première diffusion)

- Raul Esparza (Alfredo Aldarisio)
- Brad Grunberg (Louis / Lawrence Schatz)
- Eddie Shin (Wilfred Woodruff)

### Épisode 4:Pigeonnade
- États-Unis : 24 octobre 2007 sur ABC
- France :
- 4 décembre 2008 sur Canal+
- 1er février 2011 sur NRJ 12

- États-Unis : 9,67 millions de téléspectateurs sur ABC (première diffusion)

- Jayma Mays (Elsita/Elsa)
- Dash Mihok (Lemuel “Lem le Gaucher” Weinger)
- E.J. Callahan (Jackson Lucas)

Le crash d'un avion dans un immeuble laisse perplexe le trio : le pilote s'est-il suicidé ? Tandis que Ned et Emerson mènent l'enquête assisté par Becky, la femme du défunt afin de prouver qu'il ne s'agit pas d'un suicide, et ainsi pouvoir toucher l'argent de l'assurance. Chuck n'est pas insensible au charme de l'unique survivant, ce qui rend Ned extrêmement jaloux. Enfin Olive qui veut faire éclater la vérité se sert d'un pigeon blessé afin d'envoyer un message aux tantes Lily et Vivian…

### Épisode 5:Remise en selle
- États-Unis : 31 octobre 2007 sur ABC
- France :
- 11 décembre 2008 sur Canal+
- 1er février 2011 sur NRJ 12

- États-Unis : 8,57 millions de téléspectateurs sur ABC (première diffusion)

- Hamish Linklater (John Joseph Jacobs)
- Barbara Barrie (Maman Jacobs)
- Carlos Alazraqui (Gordon McSmalls)
- Christopher Neiman (Lucas Shoemaker)
- Ralph P. Martin (Pinky McCoy)

### Épisode 6:Chiennes de garde
- États-Unis : 14 novembre 2007 sur ABC
- France :
- 11 décembre 2008 sur Canal+
- 1er février 2011 sur NRJ 12

- États-Unis : 8,83 millions de téléspectateurs sur ABC (première diffusion)

- Christine Adams (Simone Hundin)
- Mark Harelik (Ramsfeld Snuppy)
- Lydia Look (Heather Hundin)
- Jessica Lundy (Hillary Hundin)
- Joel McHale (Harold Hundin)
- Jenny Wade (Hallie Hundin)

### Épisode 7:L'odeur du succès
- États-Unis : 21 novembre 2007 sur ABC
- France :
- 18 décembre 2008 sur Canal+
- 8 février 2011 sur NRJ 12

- États-Unis : 7,48 millions de téléspectateurs sur ABC (première diffusion)

- Paul Reubens (Oscar Vibenius)
- Tim Conlon (Chas Spielman)
- Sarah Jayne Jensen (Anita Gray)
- Christopher Sieber (Napoleon LeNez)
- Field Cate (Ned jeune)

### Épisode 8:Douces amertumes
- États-Unis : 28 novembre 2007 sur ABC
- France :
- 18 décembre 2008 sur Canal+
- 8 février 2011 sur NRJ 12

- États-Unis : 9,99 millions de téléspectateurs sur ABC (première diffusion)

- Molly Shannon (Dilly Balsam)
- Michael Cornacchia (Bruce "la Brute" Carter)
- Raul Esparza (Alfredo Aldarisio)
- Steve Hytner (Andrew Brown)
- Mike White (Billy Balsam)
- Field Cate (Ned jeune)

### Épisode 9:Les bonshommes de neige
- États-Unis : 12 décembre 2007 sur ABC
- France :
- 18 décembre 2008 sur Canal+
- 8 février 2011 sur NRJ 12

- États-Unis : 6,84 millions de téléspectateurs sur ABC (première diffusion)

- Paul Reubens (Oscar Vibenius)
- Grant Shaud (Steve Kaiser)
- Julia Campbell (Emma Newsome)
- Colby Paul (Abner Newsome)
- Audrey Wasilewski (Madeline McLean)
- Field Cate (Ned jeune)

## Audience des épisodes
| # | Titre                | Date de diffusion | Rating | Share | 18-49  | Viewers | Rang |
| - | -------------------- | ----------------- | ------ | ----- | ------ | ------- | ---- |
| 1 | ""Pie-lette""        | 3 octobre 2007    | 8.3    | 14    | 4.3/13 | 13.03   | #1   |
| 2 | "Dummy"              | 10 octobre 2007   | 6.6    | 11    | 3.6/11 | 10.28   | #2   |
| 3 | "The Fun in Funeral" | 17 octobre 2007   | 6.6    | 11    | 3.6/10 | 9.86    | #2   |
| 4 | "Pigeon"             | 24 octobre 2007   | 6.2    | 10    | 3.1/8  | 9.67    | #2   |
| 5 | "Girth"              | 31 octobre 2007   | 5.7    | 10    | 2.6/7  | 8.57    | #1   |
| 6 | "Bitches"            | 14 novembre 2007  | 5.9    | 9     | 3.1/9  | 8.83    | #1   |
| 7 | "Smell of Success"   | 21 novembre 2007  | 4.7    | 8     | 2.3/7  | 7.48    | #1   |
| 8 | "Bitter Sweets"      | 28 novembre 2007  | 6.2    | 9     | 3.8/9  | 9.99    | #2   |
| 9 | "Corpsicle"          | 12 décembre 2007  | 4.5    | 7     | 2.4/7  | 6.84    | #3   |